# چرخ‌دنگ گالیله
چرخ‌دنگ گالیله (انگلیسی: Galileo's escapement) یک طرح اولیه برای سازوکار چرخ‌دنگ در ساعت‌های پاندولی است که توسط گالیله در سال ۱۶۳۷ طراحی شد. اگرچه این طرح هرگز توسط گالیله ساخته نشد، اما یکی از اولین تلاش‌ها برای استفاده از آونگ برای تنظیم حرکت یک ساعت بود.
چرخ‌دنگ گالیله از یک آونگ، یک چرخ‌دنگ و یک وزنه متصل به آونگ تشکیل شده بود. وزنه برای تأمین انرژی لازم برای حرکت آونگ و چرخ‌دنگ استفاده می‌شد. چرخ‌دنگ دارای دندانه‌هایی بود که با آونگ درگیر می‌شدند و حرکت آن را کنترل می‌کردند.
با این حال، طراحی گالیله دارای چندین نقص بود. یکی از مشکلات اصلی این بود که چرخ‌دنگ به‌طور مستقیم به آونگ متصل بود که باعث ایجاد اصطکاک و اختلال در حرکت آونگ می‌شد. این امر دقت زمان‌سنجی را کاهش می‌داد و باعث می‌شد که ساعت به سرعت از تنظیم خارج شود.
با وجود این نقص‌ها، طرح چرخ‌دنگ گالیله یک گام مهم در توسعه ساعت‌های پاندولی بود. این طرح نشان داد که می‌توان از آونگ برای تنظیم حرکت یک ساعت استفاده کرد و الهام‌بخش ساعت‌سازان بعدی برای توسعه طرح‌های کارآمدتر و دقیق‌تر شد.
در نهایت، طرح گالیله با طرح‌های پیشرفته‌تری مانند چرخ‌دنگ لنگری و چرخ‌دنگ هم‌محور جایگزین شد که دقت و قابلیت اطمینان بسیار بالاتری را ارائه می‌دهند. با این حال، چرخ‌دنگ گالیله به عنوان یک نقطه عطف مهم در تاریخ ساعت‌سازی باقی مانده است و نشان دهنده نبوغ و خلاقیت گالیله در زمینه‌های مختلف علمی است.